# Sphegigaster elegantula
Sphegigaster elegantula är en stekelart som först beskrevs av Jean Risbec 1957.  Sphegigaster elegantula ingår i släktet Sphegigaster och familjen puppglanssteklar. Inga underarter finns listade i Catalogue of Life.